# 아마존 마켓플레이스
아마존 마켓플레이스(Amazon Marketplace)는 아마존이 소유하고 운영하는 전자상거래 플랫폼으로, 제3자 판매자가 아마존의 일반 상품과 함께 고정 가격 오픈 마켓에서 새 제품 또는 중고 제품을 소비자에게 직접 판매할 수 있게 한다. 아마존 마켓플레이스를 이용하면 제3자 판매자는 아마존의 고객 기반에 접근할 수 있고, 아마존은 추가 재고에 투자할 필요 없이 사이트의 상품을 확장할 수 있다.
이는 상품을 아마존에 직접 판매하는 도매 공급업자 역할을 하는 1P(first-party) 판매자와는 대조적이다. 아마존은 이 판매자들을 "벤더(Vendor)"라고 부르며, 이들은 아마존의 벤더 센트럴(Vendor Central)을 사용하여 운영한다.

## 개요
아마존에서 제3자 판매자로부터 구매한 품목은 판매자가 직접 이행(FBM)하거나 아마존이 이행(FBA)한다. FBM 상품은 제3자 판매자의 재고로 보관되며, 배송 및 고객 서비스는 제3자 판매자가 처리한다. FBA 상품은 아마존의 이행 센터에 보관되며, 배송 및 고객 서비스는 아마존이 처리한다.
아마존은 제3자 판매자에게 각 판매에 대해 판매 가격의 일정 비율에 해당하는 추천 수수료를 부과한다. 또한 아마존 이행(FBA) 수수료, 추천 수수료, 구독료 및 보관 수수료가 있으며, 선택 사항으로 아마존 광고를 이용할 수 있다.
2020년 기준 기준으로 아마존에서 제3자 판매를 통한 유료 단위는 54%를 차지했다. 2016년에는 10,000개 이상의 제3자 판매자가 연간 10억 달러 이상의 매출을 올렸다. 2017년에는 1,000,000명 이상의 제3자 판매자가 새로 가입했다. 이러한 아마존 판매자들의 성장 성공은 아마존 애그리게이터(Amazon Aggregators)로 알려진 일부 대형 전자상거래 롤업 비즈니스들의 관심을 끌었다. 이 애그리게이터들은 바이앤빌드(buy-and-build) 모델을 운영하며, 매력적인 브랜드를 인수하고 사내 운영 전문 지식을 활용하여 성장을 늘리고 마진을 극대화하기 위해 자본을 투입한다. 이를 달성하기 위해 목록 최적화, 마케팅 및 광고 지출, 재고 및 공급망 관리, 지리적 또는 다른 직거래 소비자 채널로의 확장 등 다양한 전략이 사용된다. 2021년 10월 현재, 79개의 애그리게이터가 공개된 자금으로 109억 달러를 보유하고 있다.
아마존에서 제3자 판매자가 취할 수 있는 세 가지 주요 경로는 도매, 프라이빗 라벨, 그리고 소매 차익거래이다.
아마존 판매자가 제품이나 포장에 나타나는 브랜드에 대한 유효한 등록 상표를 가지고 있고, 자신을 상표권 소유자 또는 상표의 공인 대리인으로 확인할 수 있다면, 아마존 브랜드 레지스트리에 신청할 수 있다.
아마존은 구글이나 빙과 거의 동일한 방식으로 작동하는 자체 검색 알고리즘(A9)을 가지고 있다. 이 알고리즘은 사용자가 검색 상자에 입력하는 웹 검색어를 분석하고 좋은 실적을 가진 브랜드에서 가장 관련성 높은 제안을 선택한다.

## 위치

전 세계 아마존 마켓플레이스

2021년 3월 기준으로 아마존 마켓플레이스는 전 세계 20개국에서 운영되고 있으며, 연대순으로 다음과 같다.
- 미국[7]
- 캐나다[8]
- 멕시코[9]
- 영국[10]
- 독일[11]
- 프랑스[12]
- 이탈리아[13]
- 스페인[14]
- 일본[15]
- 싱가포르[16]
- 튀르키예[17]
- 브라질[18]
- 오스트레일리아[19]
- 인도[20]
- 아랍에미리트[21]
- 사우디아라비아[22]
- 네덜란드[23]
- 스웨덴[24]
- 폴란드[25]
- 남아프리카 공화국[26]

또한 아마존은 중화인민공화국에서 제한적인 운영을 유지한다.

## 비판
마켓플레이스에 대한 아마존의 분쟁 해결 정책과 관행은 많은 판매자로부터 비판을 받아왔다. 더 버지는 많은 사람들이 실제 소송보다 아마존에 제기된 불만을 더 두려워한다고 보도했다. 이들의 구체적인 불만 사항 중에는 정책이 모호하고 모순되며, 구매자들의 말이 종종 그대로 받아들여져 기업들은 잘못을 인정하고 시정해야 하는 경우가 많다는 점이 포함된다. 이는 달리 복귀할 방법이 없기 때문에, 인지된 또는 경미한 단점에 대해 이의를 제기하기보다는 잘못을 인정하고 시정해야 하는 상황에 놓인다. 판매자를 보호하기 위한 규칙 또한 무기로 사용되어, 많은 판매자들이 경쟁업체를 정지시키거나 사이트에서 완전히 제거하는 데 에너지를 쏟고 있다.
2019년 7월 3일, 제3 미국 연방항소법원은 아마존닷컴에 불리한 판결을 내렸다. 법원은 온라인 소매업체가 포털에서 이루어진 제3자 판매에 대해 주법에 따라 책임을 질 수 있다고 명시했다. 2020년 6월 2일 판결에서 아마존의 재심사 신청을 받아들인 후, 제3 연방항소법원은 이전 명령을 철회하고 펜실베이니아 대법원에 다음과 같은 질문을 보냈다. 펜실베이니아 주법에 따라 아마존과 같은 전자상거래 사업체가 플랫폼에서 제3자 공급업체로부터 구매한 결함 있는 제품에 대해 엄격한 책임을 지는지 여부, 해당 제품은 전자상거래 사업체가 소유하거나 보유하지 않았다. 펜실베이니아 대법원은 이 질문을 검토하기로 수락했지만, 해당 재판이 열리기 전에 당사자 간의 합의 해제로 사건이 종결되었다.
회사는 설립 이래 고객 지원과 관련하여 수많은 불만에 직면했다. 2024년 1월 현재 회사는 BBB 등급 B를 받았다.

## 같이 보기
- 아마존 세금 — 판매자 또는 구매자로서 판매세 납부에 대한 정보
- 아마존 비판 — 마켓플레이스 시설의 오용에 대한 정보를 포함